# Абдураманов Сеїт Небі
Сеїт Небі Абдураманов (крим. Seitnebi Abduramanov, Сеитнеби Абдураманов; нар. 15 лютого 1914 — 15 грудня 1987) — радянський військовик, в роки Другої світової війни — помічник командира взводу 1232-го стрілецького полку 370-ї стрілецької дивізії 69-ї армії, старший сержант. Повний кавалер ордена Слави.

## Життєпис
Народився в селі Біюк-Каралез (нині — Красний Мак, Бахчисарайського району Автономної Республіки Крим) у селянській родині. Кримський татарин. Здобув неповну середню освіту.
До лав РСЧА призваний у 1936 році. Після проходження дійсної військової служби працював податковим інспектором райфінвідділу. Вдруге призваний до лав РСЧА у 1941 році. Закінчив школу молодших командирів, служив в артилерії.
Учасник німецько-радянської війни з червня 1941 року. Воював на Південно-Західному фронті, брав участь в оборонних боях на території України. Згодом — учасник Сталінградської битви у складі 95-ї стрілецької дивізії 62-ї армії, де був неодноразово поранений. Після лікування у шпиталі у складі 75-ї гвардійської стрілецької дивізії брав участь у Курській битві та визволенні Лівобережної України, знов був важко поранений. Після дострокової виписки зі шпиталю — командир відділення 5-ї стрілецької роти 1232-го стрілецького полку 370-ї стрілецької дивізії на 1-му Білоруському фронті.
20 жовтня 1944 року південніше населеного пункту Лєнка, 8 км західніше міста Пулава (Польща) сержант С. Н. Абдураманов виявив ініціативу і кмітливість, організувавши пошук і захоплення «язика» у денний час. Полонений надав цінні відомості, які були використані командуванням дивізії при організації подальшого бою.
29 січня 1945 року поблизу населеного пункту Гейце-Мюле, південно-східніше міста Мезеріц (Німеччина), стрілецькі підрозділи були зупинені щільним вогнем супротивника. Сержант С. Н. Абдураманов на чолі групи з 8 бійців зайшов у тил ворога і атакував його позиції, знищивши 7 та полонивши 3 солдатів супротивника. Шлях стрілецьким підрозділам був відкритий.
26 квітня 1945 року у бою за височину 430.0 в районі населеного пункту Зельгоф (Німеччина), коли командир взводу був поранений, перебрав командування взводом на себе і повів бійців в атаку на штурм височини. Успішне просування взводу вперед відкрило шлях іншим підрозділам до придушення вогнища спротиву. 28 квітня того ж року на чолі групи з флангу увірвався до населеного пункту Ліппе, чим викликав паніку в лавах супротивника і сприяв вдалому виконанню батальйоном бойового завдання.
Після демобілізації був змушений виїхати до Узбекистану, куди була депортована його родина. Мешкав у Намангані, працював на Андижанському заводі «Узремприлад».

## Нагороди
Нагороджений орденами Вітчизняної війни 1-го ступеня (11.03.1985), Червоної Зірки (25.02.1945), Слави 1-го (15.05.1946), 2-го (21.02.1945) та 3-го (28.12.1944) ступенів, медалями.